# Forum Copenhagen
Forum Copenhagen (Forum København) – arena w Frederiksberg, dzielnicy Kopenhagi, w Danii. Została wybudowana w 1926 roku, a jej pojemność wynosi 10 000. W latach 1996–1997 przeszła gruntowną renowację.
W arenie wystąpili m.in.:  Christina Aguilera, Westlife, Bob Dylan, Anastacia, Pink, Kylie Minogue, U2, Chris Brown, Metallica, Cliff Richard, Red Hot Chili Peppers, Linkin Park, Gwen Stefani, Muse, Take That, Ace of Base, Bruce Springsteen, The Cure, Mark Knopfler, KISS, Leonard Cohen, Oasis, Pearl Jam, The Fugees, David Bowie, Coldplay, Alanis Morissette i Rammstein. 
Forum Copenhagen składa się z hali o powierzchni 5000 m² oraz restauracji z 250 miejscami. Obok budynku znajduje się stacja metra.